# Ecorregión terrestre espinal
La ecorregión terrestre espinal, en español Argentina Espinal (NT0801), es una georregión ecológica situada en las llanuras del centro-este de la Argentina. Se la incluye entre los pastizales, sabanas y matorrales templados del neotrópico de la ecozona Neotropical.
Forma un arco irregular desde el centro de la provincia de Corrientes y norte de Entre Ríos, pasando por el centro de Santa Fe y de Córdoba, gran parte de San Luis, y centro de La Pampa.
Es un bosque xerófilo similar al de la provincia chaqueña, pero más bajo, sin quebracho colorado y con diversas especies de algarrobos, palmares y sabanas graminosas. Se divide en tres distritos: Distrito del Ñandubay, donde dominan los bosques de ñandubay (Prosopis algarrobilla) y algarrobo negro (P. nigra), acompañados por numerosas especies, como espinillo (Acacia caven), tala (Celtis spinosa), quebracho blanco (Aspidosperma quebracho-blanco); Distrito del Algarrobo (comunidad clímax), con presencia de bosques de algarrobo negro y blanco (Prosopis alba), acompañados por talas y chañares (Geoffroea decorticans); y Distrito del Caldén, con bosques xerófilos, estepas graminosas y matorrales de arbustos. La comunidad clímax es un bosque de caldén (Prosopis caldenia), acompañado por otros árboles típicos de la provincia como el piquillín (Condalia microphylla) y la jarilla (Larrea divaricata).

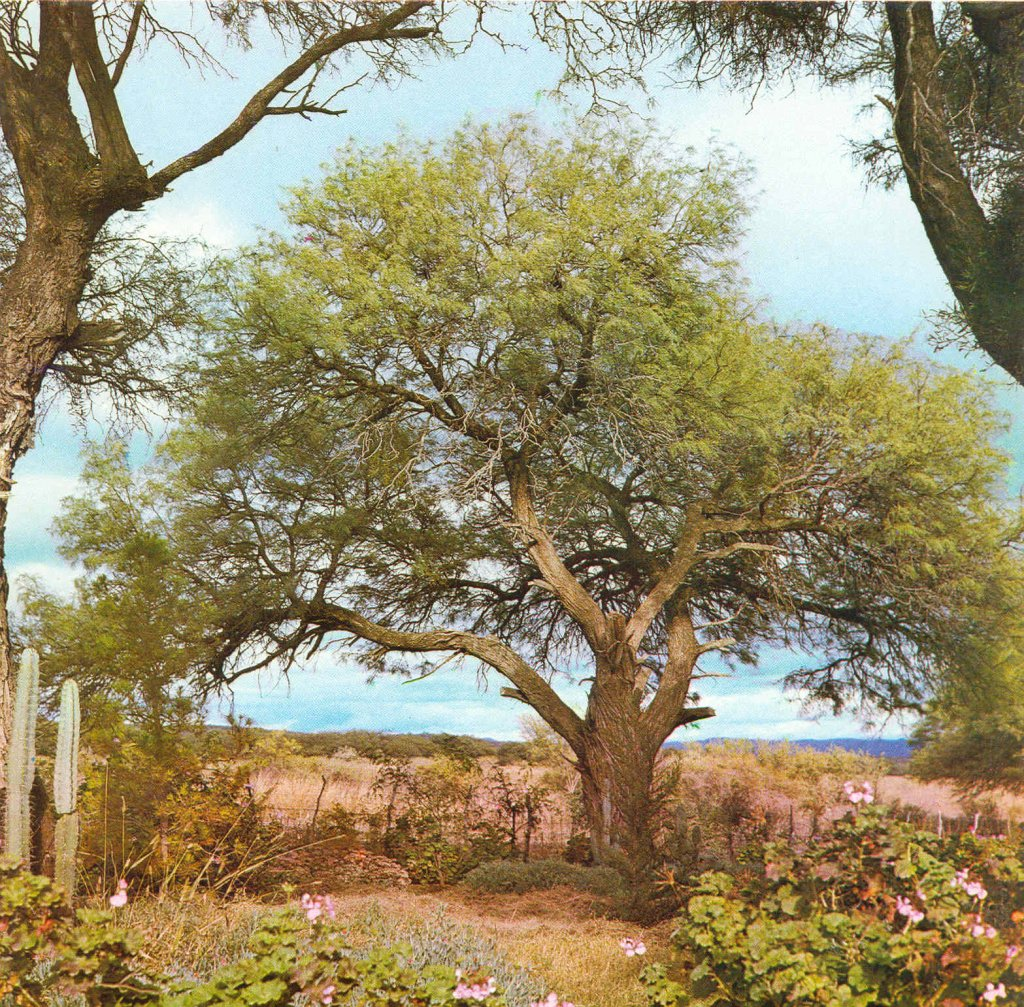
El algarrobo blanco, un árbol característico de esta ecorregión.

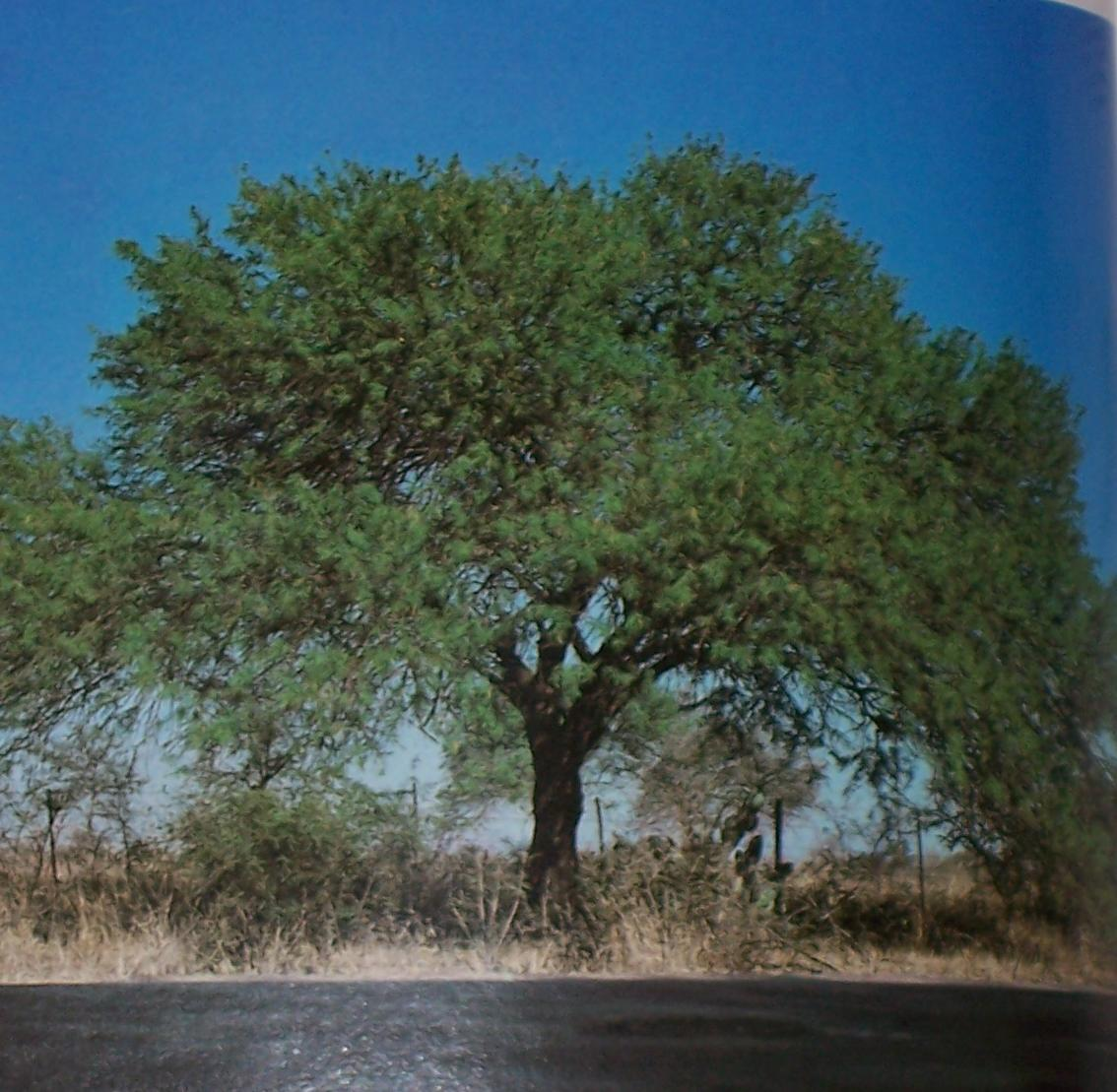
El algarrobo negro, otro árbol característico de esta ecorregión.

## Distribución

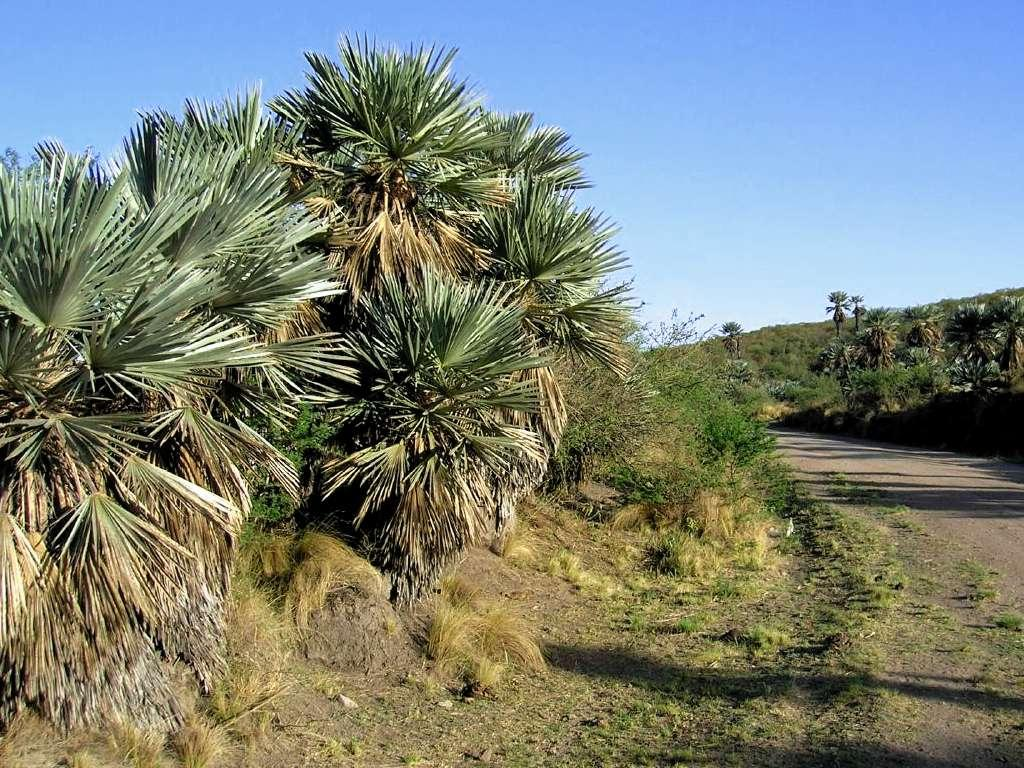
La palmera caranday, un árbol característico de esta ecorregión.

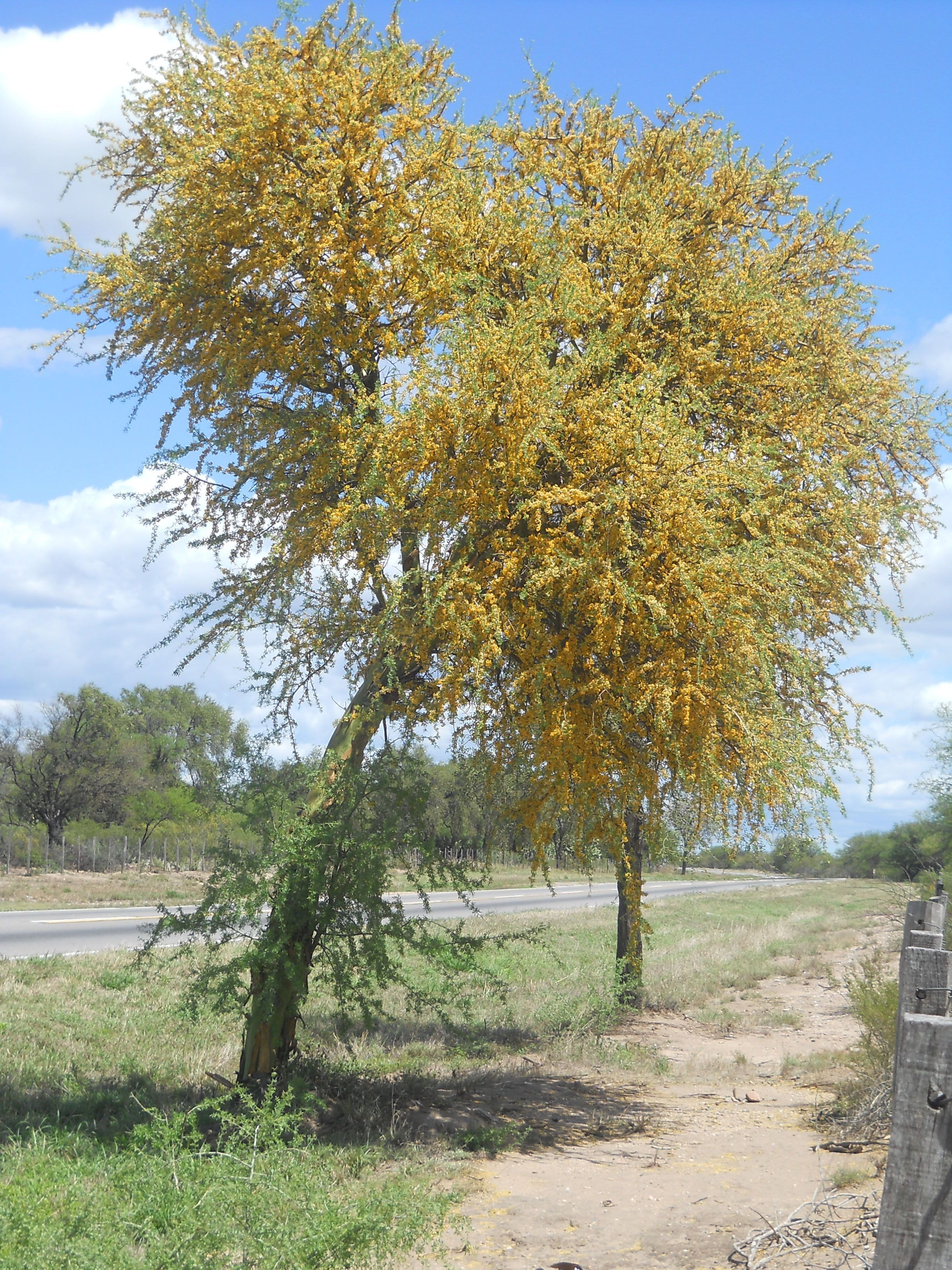
El Chañar, un árbol característico de esta ecorregión.

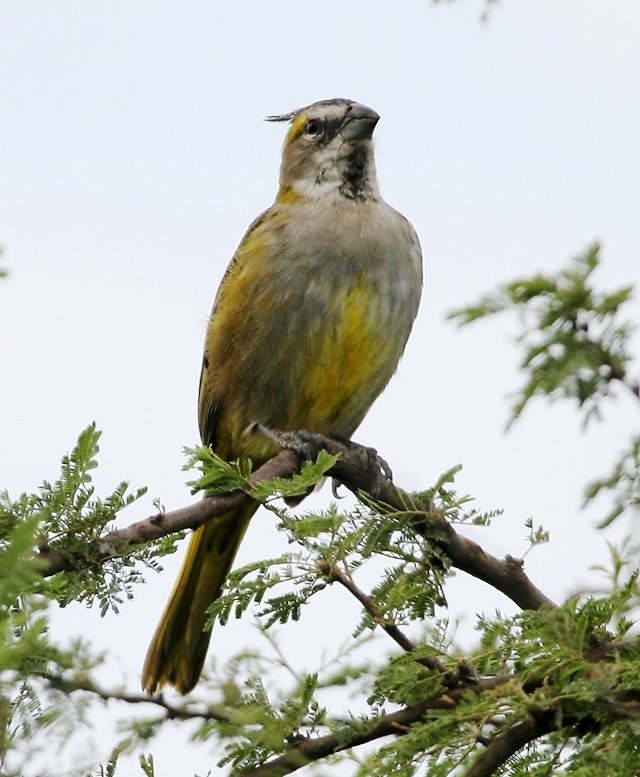
Cardenal amarillo, un ave en peligro de extinción en los bosques de esta ecorregión.

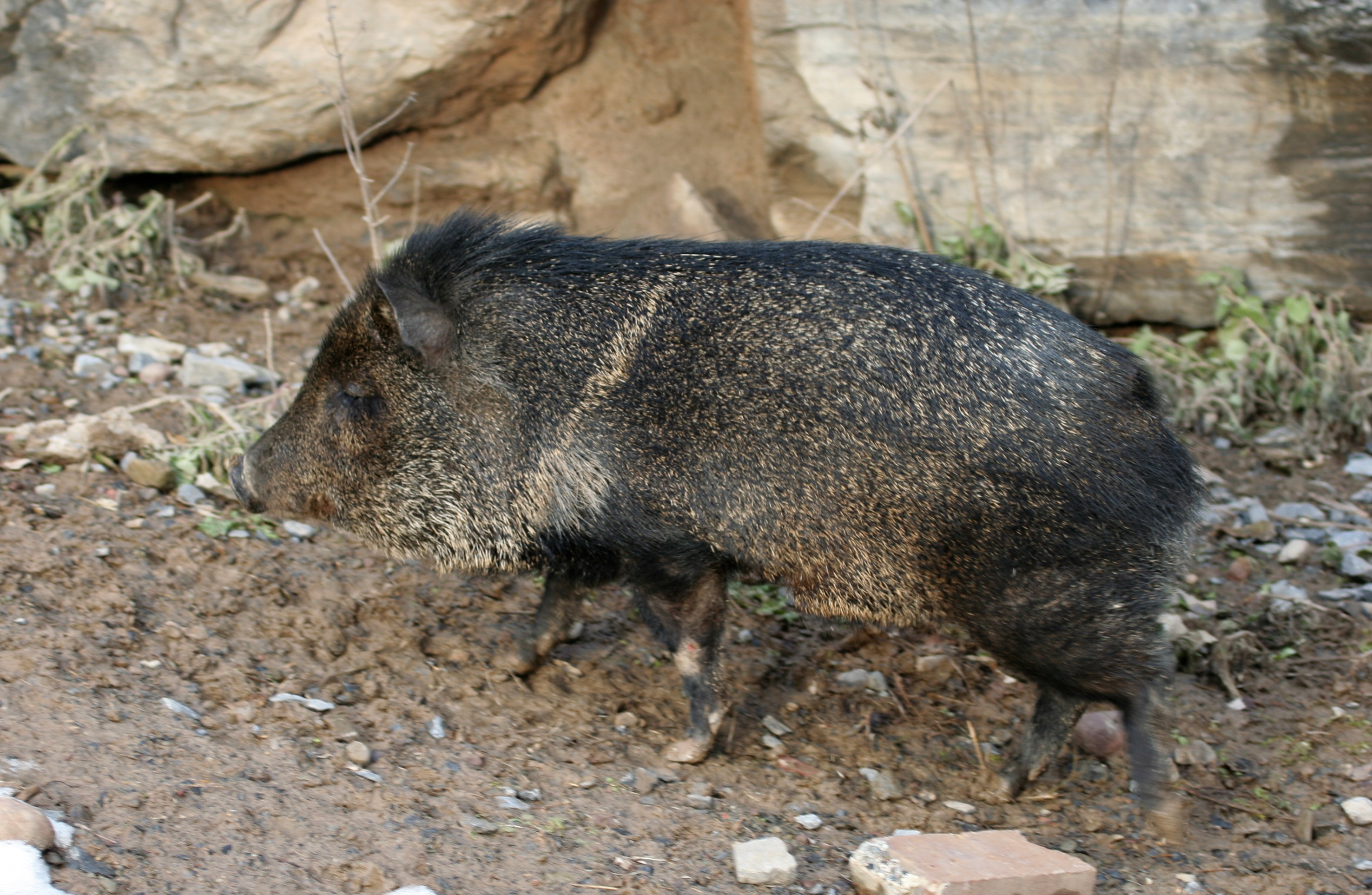
El pecarí de collar es uno de los numerosas especies de mamíferos extintos en esta ecorregión.

Esta ecorregión se distribuye, de manera exclusiva, en el centro de la Argentina desde el nivel marino hasta unos 700 m s. n. m., mayormente en áreas centrales de las provincias de Santa Fe, Córdoba, y San Luis. Hacia el sudeste se desprende una “cola” de esta ecorregión la que cabalga hacia el sur, primero sobre las barrancas del río Paraná en la Provincia de Buenos Aires, en la Ciudad Autónoma de Buenos Aires, y luego (ya a la latitud del Río de la Plata y del mar Argentino) sobre cordones de concha  o antiguos médanos fósiles, hasta finalmente alcanzar una zona de Mar del Plata y la sierra de los Padres.

## Características geográficas
El Espinal es una ecorregión de la llanura
Chaco-Pampeana, que rodea por el norte, oeste y sur a la Ecorregión de La Pampa, abarcando el sur de la Provincia de Corrientes, mitad norte de Entre Ríos, una faja central de Santa Fe y Córdoba, centro y sur de San Luis, mitad este de La Pampa y sur de Buenos Aires.

## Características biológicas

### Flora
Es caracterizado por los pastos duros y los árboles espinosos. Las especies dominantes pertenecen mayormente al género de los algarrobos sudamericanos, específicamente son el algarrobo negro y el algarrobo blanco, acompañados por el Chañar, el tala (árbol con espinas), la palmera caranday y el espinillo. En los bosques australes el dominante es el tala.
Fitogeográficamente se incluye en la porción central de la provincia fitogeográfica del espinal, abarcando la totalidad del distrito fitogeográfico del algarrobo, comprendiendo también el subdistrito fitogeográfico del tala de dicho distrito.

### Fauna

#### Mamíferos
Entre las especies mastozoológicas características, las poblaciones de muchos taxones de esta ecorregión eran otrora abundantes, pero hoy se encuentran totalmente extintas, por ejemplo el yaguareté austral (Panthera onca palustris), el guanaco austral (Lama guanicoe guanicoe), el pecarí de collar, los venados de las pampas (Ozotoceros bezoarticus celer en el sur y Ozotoceros bezoarticus leucogaster en el norte), etc.
Se presentan con poblaciones muy amenazadas o en fuerte retroceso, entre otros, el puma pampeano (Puma concolor cabrerae), la mara, la vizcacha (Lagostomus maximus), etc.
En cambio, aún son comunes el gato de Geoffroy (Leopardus geoffroyi), el aguarachay  (Dusicyon gymnocercus), el zorrino (Conepatus chinga), el grisón menor (Galictis cuja), el cuis pampeano (Cavia aperea pamparum), el coipo (Myocastor coypus), y la zarigüeya overa (Didelphis albiventris).

#### Aves
Entre las especies ornitológicas características, las poblaciones de muchos taxones de esta ecorregión se encuentran extintas o muy amenazadas, por ejemplo la loica pampeana (Sturnella defilippii) —hoy muy rara en la ecorregión—, el ñandú (Rhea americana) —cada vez más raro—, el cauquén colorado (Chloephaga rubidiceps) —también prácticamente extinto—, la martineta colorada (Rhynchotus rufescens) —recuperándose—, la martineta copetona (Eudromia elegans) —recuperándose—, y la perdiz chica (Nothura maculosa) —afectada por agroquímicos—.